# Частно право
Частното право е понятие от римското право и самостоятелна част от историческото развитие на правото и юридическата теория за него. Римляните създават частното право, което урежда предимно гражданскоправните отношения и определя правата и задълженията на римските граждани.
Правото за римляните се дели на няколко групи правни норми, според предназначението си и уредбата на обществените отношения. Първата група образува публичното право, което включва и религиозни норми (т.нар. сакра). По римско време правните норми не са диференцирани още от религиозните. Нормите на частното право образуват втората и основна група в римското право. Частното право се състои от jus naturale, т.е. природно или естествено право. Нормите на jus naturale притежават не само хората, но и всички живи същества. В частното право се включва също така jus gentium, или „общо право на народите“, което се отнася изобщо и само до хората, независимо от тяхната държавна принадлежност. По-късно jus gentium послужва за основа при формулирането на понятието за международното право от Хуго Гроций. Третата част на частното право образуват нормите на jus civile, или собствено право на древните римляни – квирити.
На границата между античност и средновековие император Юстиниан Велики кодифицира нормите на римското частно право в един Корпус юрис цивилис.
По времето на Възраждането (по отношение на Западната цивилизация) посредством университетските школи на гласаторите и постгласаторите и предимно в т.нар. Стара Европа започва процес на масова рецепция (заимстване) на римското частно право в европейските страни. На тази основа се формират собствени правни системи.